# Казимиры
Казимиры — русский дворянский род.
Происходит от молдавского боярина Гавриила Казимира (1696) и внесённый в I часть родословной книги Бессарабской губернии.
- Казимир, Константин Фёдорович (1860—1910) — депутат Государственной думы Российской империи I созыва от Бессарабской губернии, просветитель, филантроп.